# Gaženica
Gaženica är en vik i Kroatien. Den ligger i den södra delen av landet, 200 km söder om huvudstaden Zagreb.